# Kamerun Francuski
Kamerun Francuski – francuska posiadłość centralnej Afryce, na terytorium obecnego Kamerunu, powstałe przez okupację Kamerunu Niemieckiego, w okresie dwudziestolecia międzywojennego terytorium mandatowe Ligi Narodów a po II wojnie światowej terytorium powiernicze ONZ. W styczniu 1960 terytorium uzyskało niepodległość, a październiku 1961 przyłączono do niego południową część Kamerunu Brytyjskiego.